# Homalomelas gracilipes
Homalomelas gracilipes là một loài bọ cánh cứng trong họ Cerambycidae.